# Jedinice boje u jeziku CSS
Jedinice boje u stilskom jeziku CSS definiraju vrijednost boje nekog svojstva za uporabu u oznakovnim jezicima, kao što su na primjer HTML, wikitekst ili SVG. Uporabu jedinica boja propisuje organizacija W3C (World Wide Web Consortium).
Jedinice boje navode se u deklaracijskom bloku elementa, u paru s odgovarajućim svojstvom:
svojstvo : vrijednost
Vrijednost se može iskazati na dva osnovna načina:
- predefiniranim nazivom boje
- brojevnim izrazom

## Predefinirani nazivi boja
| Heksadekadski | Naziv   |
| ------------- | ------- |
| #000000       | black   |
| #000080       | navy    |
| #0000ff       | blue    |
| #008000       | green   |
| #008080       | teal    |
| #00ff00       | lime    |
| #00ffff       | aqua    |
| #800000       | maroon  |
| #800080       | purple  |
| #808000       | olive   |
| #808080       | gray    |
| #c0c0c0       | silver  |
| #ff0000       | red     |
| #ff00ff       | fuchsia |
| #ffff00       | yellow  |
| #ffffff       | white   |

Predefinirani nazivi boja su ključne riječi na engleskom jeziku koje se rabe za jedinicu boje.
Zbog ograničenja hardvera u to vrijeme (1996. godine), Standard CSS 1 preporučuje 16 osnovnih boja. Te boje su: aqua, black, blue, fuchsia, gray, green, lime, maroon, navy, olive, purple, red, silver, teal, white, i  yellow, prikazane u desnoj tablici.
Razvojem tehnologije i računarstva proširen je broj imenovanih boja na 147 i podržavaju ga svi važniji preglednici. Iako je definirano 147 naziva, broj definiranih boja je u stvari 140, jer sedam parova naziva predstavljaju iste boje:
| 1. naziv       | 2. naziv       | Heksadekadski | RGB                |
| -------------- | -------------- | ------------- | ------------------ |
| darkgray       | darkgrey       | #A9A9A9       | rgb(169, 169, 169) |
| darkslategray  | darkslategrey  | #2F4F4F       | rgb( 47, 79, 79)   |
| dimgray        | dimgrey        | #696969       | rgb(105, 105, 105) |
| gray           | grey           | #808080       | rgb(128, 128, 128) |
| lightgray      | lightgrey      | #D3D3D3       | rgb(211, 211, 211) |
| lightslategray | lightslategrey | #778899       | rgb(119, 136, 153) |
| slategray      | slategrey      | #708090       | rgb(112, 128, 144) |

Popis svih imenovanih boja nalazi se u dodatku Boje.
U ovu grupu spada i ključna riječ transparent, definirana standardom CSS 1 kao prozirna boja pozadine samo za svojstvo background-color, ali je kasnijim standardima uporaba proširivana, tako da se po standardu CSS 3 može rabiti uz svako svojstvo koje rabi jedinice boje.
Primjeri:
- boja teksta -  color : cyan
- boja (stil i debljina) okvira -  border : magenta solid 2px
- prozirna pozadina -  background-color : transparent

## Brojevne jedinice
Brojevne jedinice u definiciji CSS 3 zasnivaju se na dva modela predstavljanja boja, RGB i HSL.

### RGB
Model RGB definira boju zadavanjem intenziteta svjetlosti za tri boje, crvenu (Red), zelenu (Green) i plavu (Blue). Boje crvena, zelena i plava su primarne boje ovog modela, jer se mogu predstaviti samo jednom vrijednošću intenziteta. Sekundarne boje su cijan, magenta i žuta, jer se mogu dobiti miješanjem samo dviju primarnih boja (kod modela CMY je obratno, primarne boje su cijan, magenta i žuta, a sekundrne crvena, zelena i plava).
Definirani raspon intenziteta svjetlosti za svaku boju je 8 bitova, od 0 do 255 (od #00 do #FF heksadekadski), tako da se njihovim sprezanjem (miješanjem) dobiva 24-bitna paleta s 256×256×256=16.777.216 boja, što većina današnjeg hardvera podržava.
Jedinica boje u ovom modelu može se predstaviti na tri načina:
- #RRGGBB - heksadekadskim brojem, u kojem svaki par brojaka redom predstavlja intenzitet crvene, zelene i plave boje, npr. #808080 (može se pisati malim ili velikim slovima, ali obvezno s vodećom nulom za brojeve #0-#F i bez razmaka). 
Ovaj način dopušta i kraću notaciju s 3 znamenke u obliku #RGB, koja se konvertira u punu notaciju udvajanjem broja, te tako na primjer #A9C postaje #AA99CC.
- rgb(R,G,B) - dekadskim vrijednostima za svaku boju, npr. rgb(128, 128, 128)
- rgb(R%,G%,B%) - postotkom intenziteta određene boje (0% = 0, 100% = 256), npr. rgb(50%, 50%, 50%) (znak za postotak obvezan je i kad je vrijednost 0, za raliku od jedinica dužine, gdje se može izostaviti).

Navedeni primjeri predstavljaju istu sivu boju, koja se nalazi u popisu imenovanih boja kao gray. U sljedećoj tablici dane su vrijednosti primarnih boja i boje iz primjera:
| Imenovana boja | Heksadekadski | Brojevne oznake    | Postotak           |
| -------------- | ------------- | ------------------ | ------------------ |
| red            | #FF0000       | rgb(255, 0, 0)     | rgb(100%, 0%, 0%)  |
| green          | #008000       | rgb(0, 128, 0)     | rgb(0%, 50%, 0%)   |
| blue           | #0000FF       | rgb(0, 0, 255)     | rgb(0%, 0%, 100%)  |
| gray           | #808080       | rgb(128, 128, 128) | rgb(50%, 50%, 50%) |

### HSL
- nijansa (hue) po kružnici
- zasićenje (saturation) po površini.

HSL model uveden je kao dopuna modelu RGB, zbog nekih ograničenja modela RGB (hardverski orijentiran, neintuitivan).
HSL rearanžira RGB model tako što, umjesto intenziteta svjetlosti, pojedinačne boje definira nijansom (Hue), zasićenjem (Saturation) i osvjetljenošću (Lightness). Ove veličine odgovaraju kolorimetrijskim veličinama: dominantna valna duljina, čistoća pobude i intenzitet.
- Hue predstavlja stupanj na krugu boja (boje duginog spektra raspoređene po kružnici), čiji je početak crvena boja (red = 0 = 360), na 120 stupnjeva je zelena (green = 120), a na 240 stupnjeva plava boja (blue = 240). Jedinica se piše bez oznake stupnja.
- Saturation predstavlja zasićenje boje, predstavlja se postotkom, pri čemu je 100 % zasićena boja. (Na slici desno zasićenje 0 % je u centru, 100 % je na kružnici. Na primjer, crvena je zasićena a ružičasta nezasićena boja.)
- Lightness opisuje intenzitet svjetlosti reflektirane od površine. Također se iskazuje u postotcima.

Sljedeći primjer pokazuje označavanje imenovanom bojom, RGB te HSL modelom:
| Imenovana boja | RGB model          | HSL model           |
| -------------- | ------------------ | ------------------- |
| red            | rgb(255, 0, 0)     | hsl(0, 100%, 50%)   |
| green          | rgb(0, 128, 0)     | hsl(120, 100%, 25%) |
| blue           | rgb(0, 0, 255)     | hsl(240, 100%, 50%) |
| gray           | rgb(128, 128, 128) | hsl(0, 0%, 50%)     |

### Prozirnost - RGBA, HSLA
Oba modela, i RGB i HSL prošireni su dodavanjem četvrtog elementa iza vrijednosti za boje - dodana je vrijednost za prozirnost, koja predstavlja vrijednost alfa kanala. Procesom alfa kompozicije kombinira se slika s pozadinom kako bi se stvorio dojam prozirnosti.
S dodanim alfa kanalom modeli se označavaju s RGBA i HSLA.
Za razliku od ključne riječi transparent čije je djelovanje potpuna prozirnost elementa, vrijednost alfa kanala može biti u rasponu 0.0 (potpuno prozirno) do 1.0 (potpuno neprozirno).
Primjeri s vrijednosti alfa-kanala i bez nje
| RGB            | RGBA                 | HSL                 | HSLA                      |
| -------------- | -------------------- | ------------------- | ------------------------- |
| rgb(255, 0, 0) | rgba(255, 0, 0, 0.3) | hsl(240, 100%, 50%) | hsla(240, 100%, 50%, 0.3) |
| rgb(255, 0, 0) | rgba(255, 0, 0, 0.7) | hsl(240, 100%, 50%) | hsla(240, 100%, 50%, 0.7) |

Primjeri prozirnosti na različitim pozadinama
| rgba(255, 0, 0, 1.0) (1) rgba(255, 0, 0, 0.66) rgba(255, 0, 0, 0.33) rgba(255, 0, 0, 0.0)                                                               | rgba(255, 0, 0, 1.0) (2) rgba(255, 0, 0, 0.66) rgba(255, 0, 0, 0.33) rgba(255, 0, 0, 0.0) | Wikipedija 0.1 0.3 0.5 1.0 Primjer sa slikom u pozadini. Vrijednosti alfa kanala u okviru su: - tekst: rgba(0,0,255,0.5) - pozadina: rgba(255,255,0,0.3) - okvir: rgba(0,255,0,0.3) |
| - U gornjoj tablici boje označene brojevima (1) i (2) su iste - neprozirna crvena boja. Pogledajte optičke varke za objašnjenje kako mozak tumači boje. |                                                                                           | Wikipedija 0.1 0.3 0.5 1.0 Primjer sa slikom u pozadini. Vrijednosti alfa kanala u okviru su: - tekst: rgba(0,0,255,0.5) - pozadina: rgba(255,255,0,0.3) - okvir: rgba(0,255,0,0.3) |